# Gmina Przytoczna
Die Gmina Przytoczna ist eine Landgemeinde im Powiat Międzyrzecki der  Woiwodschaft Lebus in Polen. Ihr Sitz ist das gleichnamige Dorf (deutsch Prittisch) mit etwa 2300 Einwohnern.

## Geschichte
Das Gemeindegebiet zählte vor 1945 zum Landkreis Schwerin (Warthe) in der Provinz Posen, ab 1922 dann der Provinz Grenzmark Posen-Westpreußen.
Aus dem 18. Jahrhundert stammt die Basilika Unserer Lieben Frau von Rokitno.

## Gliederung
Zur Landgemeinde Przytoczna gehören folgende Ortschaften (deutsche Namen amtlich bis 1945) mit Schulzenamt (sołectwo):
- Chełmsko (Gollmütz)
- Dębówko (Eichvorwerk)
- Gaj-Poręba (Marienwalde–Rosenthal Hauland)
- Goraj (Goray , 1937–1945 Eibendorf)
- Krasne Dłusko (Lauske)
- Krobielewo ( Klein Krebbel)
- Lubikowo (Liebuch)
- Nowa Niedrzwica (Hermsdorf)
- Przytoczna (Prittisch)
- Rokitno (Rokitten)
- Strychy
- Stryszewo (Striche Hauland)
- Twierdzielewo
- Wierzbno (Wierzebaum)

Weitere Ortschaften der Gemeinde ohne Schulzenamt sind:
- Chełmicko
- Dziubielewo
- Lubikówko
- Murowiec
- Nowiny (Neugrund)
- Orłowce (Orlowce, 1938–1945 Adlerhorst)
- Żabno